# Pulkovo Air Enterprise
Pulkovo Air Enterprise (En ruso: Пулково авиапредприятие) fue una aerolínea estatal rusa con base en la ciudad de San Petersburgo. Era la tercera aerolínea más grande de Rusia y la operadora del Aeropuerto de Púlkovo. El 29 de octubre de 2006 se completó la fusión entre esta y la también estatal Rossiya, conservando la nueva aerolínea el nombre de esta última. 

## Historia
La aerolínea se fundó en 1932 como una división de Aeroflot para la ciudad de San Petersburgo. Empezó a operar el 24 de junio de 1932 cuando dos aviones provenientes de Moscú aterrizaron en el Aeropuerto de Shosseynaya, al sur de la ciudad (en ese entonces llamada Leningrado). El transporte aéreo tuvo una rápida expansión, y en 1939 desde el Aeropuerto de Shosseynaya se operaban 29 rutas y se habían transportado alrededor de 6.305 pasajeros, 708 toneladas de carga y 333 toneladas de correo. 
Tras la caída de la Unión Soviética, Aeroflot se fragmentó en muchas aerolíneas regionales. Una de estas fue la división de Aeroflot-Leningrado, que pasó a llamarse Pulkovo Air Enterprise. Esta operó con el mismo esquema de colores de Aeroflot hasta 1997, cuando fue cambiado para evitar confusiones. 
En 2003 tenía alrededor de 7.000 empleados. Durante los primeros meses de ese año la compañía transportó a 911.563 pasajeros, de los cuales 515.720 eran de servicios domésticos y 395.843 de vuelos internacionales y de la CEI. También transportó 3.753 toneladas de carga, de las cuales 3.138 eran de servicios domésticos y 615 de servicios internacionales. 
En 2006 Pulkovo Airlines dejó de existir tras una fusión con Rossiya, una aerolínea también en manos del estado.

## Destinos
| Para agosto de 2008, Pulkovo operaba vuelos regulares de pasajeros a los siguientes destinos: | Para agosto de 2008, Pulkovo operaba vuelos regulares de pasajeros a los siguientes destinos: | Para agosto de 2008, Pulkovo operaba vuelos regulares de pasajeros a los siguientes destinos: | Para agosto de 2008, Pulkovo operaba vuelos regulares de pasajeros a los siguientes destinos: | Para agosto de 2008, Pulkovo operaba vuelos regulares de pasajeros a los siguientes destinos: |
| --------------------------------------------------------------------------------------------- | --------------------------------------------------------------------------------------------- | --------------------------------------------------------------------------------------------- | --------------------------------------------------------------------------------------------- | --------------------------------------------------------------------------------------------- |
| País                                                                                          | Ciudad                                                                                        | Aeropuerto                                                                                    | Notas                                                                                         |                                                                                               |
| Domésticos                                                                                    |                                                                                               |                                                                                               |                                                                                               |                                                                                               |
| Rusia                                                                                         | Anapa                                                                                         | Aeropuerto de Vítiazevo                                                                       |                                                                                               |                                                                                               |
|                                                                                               | Arjánguelsk                                                                                   | Aeropuerto Internacional de Talagi                                                            |                                                                                               |                                                                                               |
|                                                                                               | Barnaul                                                                                       | Aeropuerto Internacional de Barnaúl-Guermán Titov                                             |                                                                                               |                                                                                               |
|                                                                                               | Bratsk                                                                                        | Aeropuerto de Bratsk                                                                          |                                                                                               |                                                                                               |
|                                                                                               | Cheliábinsk                                                                                   | Aeropuerto Internacional de Cheliábinsk-Balandino                                             |                                                                                               |                                                                                               |
|                                                                                               | Irkutsk                                                                                       | Aeropuerto Internacional de Irkutsk                                                           |                                                                                               |                                                                                               |
|                                                                                               | Kaliningrado                                                                                  | Aeropuerto Internacional de Kaliningrado-Khrabrovo                                            |                                                                                               |                                                                                               |
|                                                                                               | Jabárovsk                                                                                     | Aeropuerto de Jabárovsk Novy                                                                  |                                                                                               |                                                                                               |
|                                                                                               | Janti-Mansisk                                                                                 | Aeropuerto de Janti-Mansisk                                                                   |                                                                                               |                                                                                               |
|                                                                                               | Krasnodar                                                                                     | Aeropuerto Internacional de Krasnodar-Páshkovski                                              |                                                                                               |                                                                                               |
|                                                                                               | Krasnoyarsk                                                                                   | Aeropuerto Internacional de Krasnoyarsk-Yemelyanovo                                           |                                                                                               |                                                                                               |
|                                                                                               | Mineralnye Vody                                                                               | Aeropuerto Internacional de Mineralnye Vody                                                   |                                                                                               |                                                                                               |
|                                                                                               | Moscú                                                                                         | Aeropuerto Internacional de Moscú-Sheremétievo                                                |                                                                                               |                                                                                               |
|                                                                                               | Nizhnevartovsk                                                                                | Aeropuerto de Nizhnevartovsk                                                                  |                                                                                               |                                                                                               |
|                                                                                               | Norilsk                                                                                       | Aeropuerto Internacional de Norilsk-Alykel                                                    |                                                                                               |                                                                                               |
|                                                                                               | Novokuznetsk                                                                                  | Aeropuerto de Novokuznetsk-Spichenkovo                                                        |                                                                                               |                                                                                               |
|                                                                                               | Novosibirsk                                                                                   | Aeropuerto Internacional de Novosibirsk-Tolmachevo                                            |                                                                                               |                                                                                               |
|                                                                                               | Novy Urengoy                                                                                  | Aeropuerto de Novy Urengoy                                                                    |                                                                                               |                                                                                               |
|                                                                                               | Omsk                                                                                          | Aeropuerto de Omsk-Tsentralny                                                                 |                                                                                               |                                                                                               |
|                                                                                               | Perm                                                                                          | Aeropuerto Internacional de Perm-Bolshoye Sávino                                              |                                                                                               |                                                                                               |
|                                                                                               | Petropávlovsk-Kamchatski                                                                      | Aeropuerto de Petropávlovsk-Kamchatski                                                        |                                                                                               |                                                                                               |
|                                                                                               | Rostov del Don                                                                                | Aeropuerto de Rostov-on-Don                                                                   |                                                                                               |                                                                                               |
|                                                                                               | San Petersburgo                                                                               | Aeropuerto Internacional de Pulkovo                                                           | Hub                                                                                           |                                                                                               |
|                                                                                               | Samara                                                                                        | Aeropuerto Internacional de Samara-Kurúmoch                                                   |                                                                                               |                                                                                               |
|                                                                                               | Surgut                                                                                        | Aeropuerto Internacional de Surgut                                                            |                                                                                               |                                                                                               |
|                                                                                               | Tyumen                                                                                        | Aeropuerto Internacional de Tiumén-Roschino                                                   |                                                                                               |                                                                                               |
|                                                                                               | Ufa                                                                                           | Aeropuerto de Ufá                                                                             |                                                                                               |                                                                                               |
|                                                                                               | Vladivostok                                                                                   | Aeropuerto Internacional de Vladivostok                                                       |                                                                                               |                                                                                               |
|                                                                                               | Volgogrado                                                                                    | Aeropuerto Internacional de Volgogrado                                                        |                                                                                               |                                                                                               |
|                                                                                               | Ekaterimburgo                                                                                 | Aeropuerto de Ekaterimburgo-Koltsovo                                                          |                                                                                               |                                                                                               |
| Internacionales                                                                               |                                                                                               |                                                                                               |                                                                                               |                                                                                               |
| Alemania                                                                                      | Berlín                                                                                        | Aeropuerto de Berlín-Schönefeld                                                               |                                                                                               |                                                                                               |
|                                                                                               | Düsseldorf                                                                                    | Aeropuerto Internacional de Düsseldorf                                                        |                                                                                               |                                                                                               |
|                                                                                               | Hamburgo                                                                                      | Aeropuerto de Hamburgo-Fuhlsbüttel                                                            |                                                                                               |                                                                                               |
|                                                                                               | Hannover                                                                                      | Aeropuerto de Hanóver                                                                         |                                                                                               |                                                                                               |
|                                                                                               | Fráncfort del Meno                                                                            | Aeropuerto de Fráncfort del Meno                                                              |                                                                                               |                                                                                               |
|                                                                                               | Múnich                                                                                        | Aeropuerto Internacional de Múnich-Franz Josef Strauss                                        |                                                                                               |                                                                                               |
| Armenia                                                                                       | Ereván                                                                                        | Aeropuerto Internacional de Zvartnots                                                         |                                                                                               |                                                                                               |
| Austria                                                                                       | Viena                                                                                         | Aeropuerto de Viena-Schwechat                                                                 |                                                                                               |                                                                                               |
| Azerbaiyán                                                                                    | Bakú                                                                                          | Aeropuerto Internacional Heydar Aliyev                                                        |                                                                                               |                                                                                               |
| Bulgaria                                                                                      | Burgas                                                                                        | Aeropuerto de Burgas                                                                          |                                                                                               |                                                                                               |
|                                                                                               | Sofía                                                                                         | Aeropuerto Internacional de Sofía                                                             |                                                                                               |                                                                                               |
|                                                                                               | Varna                                                                                         | Aeropuerto de Varna                                                                           |                                                                                               |                                                                                               |
| República Popular de China                                                                    | Pekín                                                                                         | Aeropuerto Internacional de Pekín                                                             |                                                                                               |                                                                                               |
|                                                                                               | Shanghái                                                                                      | Aeropuerto Internacional de Pudong                                                            |                                                                                               |                                                                                               |
| Chipre                                                                                        | Lárnaca                                                                                       | Aeropuerto Internacional de Lárnaca                                                           |                                                                                               |                                                                                               |
| Dinamarca                                                                                     | Copenhague                                                                                    | Aeropuerto de Copenhague-Kastrup                                                              |                                                                                               |                                                                                               |
| Egipto                                                                                        | Hurgada                                                                                       | Aeropuerto Internacional de Hurghada                                                          |                                                                                               |                                                                                               |
| Emiratos Árabes Unidos                                                                        | Dubái                                                                                         | Aeropuerto Internacional de Dubái                                                             |                                                                                               |                                                                                               |
|                                                                                               | Sharm el-Sheij                                                                                | Aeropuerto Internacional de Sharm el-Sheij                                                    |                                                                                               |                                                                                               |
| España                                                                                        | Alicante                                                                                      | Aeropuerto de Alicante-Elche                                                                  |                                                                                               |                                                                                               |
|                                                                                               | Barcelona                                                                                     | Aeropuerto de El Prat                                                                         |                                                                                               |                                                                                               |
|                                                                                               | Madrid                                                                                        | Aeropuerto Internacional de Madrid                                                            |                                                                                               |                                                                                               |
|                                                                                               | Málaga                                                                                        | Aeropuerto de Málaga-Costa del Sol                                                            |                                                                                               |                                                                                               |
|                                                                                               | Palma de Mallorca                                                                             | Aeropuerto de Palma de Mallorca                                                               |                                                                                               |                                                                                               |
|                                                                                               | Tenerife                                                                                      | Aeropuerto de Tenerife Sur                                                                    |                                                                                               |                                                                                               |
| Finlandia                                                                                     | Helsinki                                                                                      | Aeropuerto de Helsinki-Vantaa                                                                 |                                                                                               |                                                                                               |
| Francia                                                                                       | París                                                                                         | Aeropuerto Internacional Charles de Gaulle                                                    |                                                                                               |                                                                                               |
| Georgia                                                                                       | Tiflis                                                                                        | Aeropuerto Internacional de Tiflis                                                            |                                                                                               |                                                                                               |
| Grecia                                                                                        | Atenas                                                                                        | Aeropuerto Internacional de Atenas - Eleftherios Venizelos                                    |                                                                                               |                                                                                               |
|                                                                                               | Heraklion                                                                                     | Aeropuerto Internacional de Heraclión Nikos Kazantzakis                                       |                                                                                               |                                                                                               |
|                                                                                               | Salónica                                                                                      | Aeropuerto Internacional de Tesalónica-Macedonia                                              |                                                                                               |                                                                                               |
| Holanda                                                                                       | Ámsterdam                                                                                     | Aeropuerto de Ámsterdam-Schiphol                                                              |                                                                                               |                                                                                               |
| Hungría                                                                                       | Budapest                                                                                      | Aeropuerto de Budapest-Ferenc Liszt                                                           |                                                                                               |                                                                                               |
| India                                                                                         | Bombay                                                                                        | Aeropuerto Internacional Chhatrapati Shivaji                                                  |                                                                                               |                                                                                               |
| Israel                                                                                        | Tel-Aviv                                                                                      | Aeropuerto Internacional de Ben Gurion                                                        |                                                                                               |                                                                                               |
| Italia                                                                                        | Milán                                                                                         | Aeropuerto de Milán-Malpensa                                                                  |                                                                                               |                                                                                               |
|                                                                                               | Roma                                                                                          | Aeropuerto de Roma-Fiumicino                                                                  |                                                                                               |                                                                                               |
|                                                                                               | Rimini                                                                                        | Aeropuerto de Rímini                                                                          |                                                                                               |                                                                                               |
| Kazajistán                                                                                    | Almaty                                                                                        | Aeropuerto Internacional de Almatý                                                            |                                                                                               |                                                                                               |
|                                                                                               | Astaná                                                                                        | Aeropuerto Internacional de Astaná                                                            |                                                                                               |                                                                                               |
|                                                                                               | Karaganda                                                                                     | Aeropuerto de Sary-Arka                                                                       |                                                                                               |                                                                                               |
|                                                                                               | Kostanay                                                                                      | Aeropuerto de Kostanay                                                                        |                                                                                               |                                                                                               |
|                                                                                               | Pavlodar                                                                                      | Aeropuerto de Pavlodar                                                                        |                                                                                               |                                                                                               |
|                                                                                               | Shymkent                                                                                      | Aeropuerto Internacional de Shymkent                                                          |                                                                                               |                                                                                               |
|                                                                                               | Oskemen                                                                                       | Aeropuerto Internacional de Oskemen                                                           |                                                                                               |                                                                                               |
| Kirguistán                                                                                    | Biskek                                                                                        | Aeropuerto Internacional de Manas                                                             |                                                                                               |                                                                                               |
| Marruecos                                                                                     | Agadir                                                                                        | Aeropuerto de Agadir                                                                          |                                                                                               |                                                                                               |
| Reino Unido                                                                                   | Londres                                                                                       | Aeropuerto Internacional de Londres-Heathrow                                                  |                                                                                               |                                                                                               |
|                                                                                               | Londres                                                                                       | Aeropuerto Internacional de Gatwick                                                           |                                                                                               |                                                                                               |
| República Checa                                                                               | Praga                                                                                         | Aeropuerto de Praga                                                                           |                                                                                               |                                                                                               |
| Suecia                                                                                        | Estocolmo                                                                                     | Aeropuerto de Estocolmo                                                                       |                                                                                               |                                                                                               |
| Suiza                                                                                         | Ginebra                                                                                       | Aeropuerto Internacional de Ginebra                                                           |                                                                                               |                                                                                               |
|                                                                                               | Zúrich                                                                                        | Aeropuerto Internacional de Zúrich                                                            |                                                                                               |                                                                                               |
| Tailandia                                                                                     | Phuket                                                                                        | Aeropuerto Internacional de Phuket                                                            |                                                                                               |                                                                                               |
|                                                                                               | Rayong                                                                                        | Aeropuerto Internacional de U-Tapao                                                           |                                                                                               |                                                                                               |
| Túnez                                                                                         | Yerba                                                                                         | Aeropuerto Internacional de Yerba – Zarzis                                                    |                                                                                               |                                                                                               |
| Turquía                                                                                       | Antalya                                                                                       | Aeropuerto de Antalya                                                                         |                                                                                               |                                                                                               |
|                                                                                               | Bodrum                                                                                        | Aeropuerto de Milas-Bodrum                                                                    |                                                                                               |                                                                                               |
|                                                                                               | Dalaman                                                                                       | Aeropuerto de Dalaman                                                                         |                                                                                               |                                                                                               |
|                                                                                               | Estambul                                                                                      | Aeropuerto Internacional Atatürk                                                              |                                                                                               |                                                                                               |
| Ucrania                                                                                       | Kiev                                                                                          | Aeropuerto Internacional de Boryspil                                                          |                                                                                               |                                                                                               |
|                                                                                               | Simferopol                                                                                    | Aeropuerto Internacional de Simferopol                                                        |                                                                                               |                                                                                               |
| Uzbekistán                                                                                    | Bújara                                                                                        | Aeropuerto Internacional de Bujará                                                            |                                                                                               |                                                                                               |
|                                                                                               | Samarcanda                                                                                    | Aeropuerto Internacional de Samarcanda                                                        |                                                                                               |                                                                                               |
|                                                                                               | Taskent                                                                                       | Aeropuerto Internacional de Taskent                                                           |                                                                                               |                                                                                               |

## Accidentes
- El 28 de julio de 2002 un Ilyushin Il-86 de la compañía se estrelló poco después de despegar del Aeropuerto de Moscú-Sheremetyevo para un vuelo de calibración de instrumentos hacia San Petersburgo, había 16 tripulantes a bordo. Testigos dijeron que a poco más de un minuto de despegar, el avión entró en pérdida, se ladeó a la izquierda y se estrelló en un bosque cerca del final de la pista. Tras analizar las grabadoras de datos del avión, los investigadores descubrieron que el timón del avión se trabó en posición de ascenso dos segundos después de despegar, el capitán empujó los comandos del avión hacia adelante para bajar la nariz del avión, pero fue imposible ya que el timón se había dañado. De las 16 personas a bordo, sobrevivieron dos asistentes de vuelo. Este ha sido el único accidente con víctimas mortales en que se ha visto involucrado el Il-86.

- El 22 de agosto de 2006, el vuelo 612 de Pulkovo Aviation Enterprise, un Tupolev Tu-154M con 160 pasajeros y 10 tripulantes a bordo, que se dirigía desde Anapa hacia San Petersburgo, se estrelló cerca de Donetsk, Ucrania. La tripulación intento dirigir el avión a través de una tormenta, pero una temperatura anormalmente alta del ambiente hizo que se redujera la sustentación del avión. El aparato entró en una pérdida incontrolable y no se pudo recuperar de esta. Todas las 170 personas a bordo del avión murieron. El Comité Interestatal de Aviación determinó que el accidente se debió a que el avión entró a la tormenta con un ángulo de ataque y con solo tres cuartos de la potencia de los motores, otro factor que influyó fue la falta de cooperación entre los miembros de la tripulación de cabina.